# Úrvalsdeild 2020
La Úrvalsdeild 2020, nota anche come Pepsideild 2020 per motivi di sponsorizzazione, è stata la 109ª edizione della massima divisione del campionato islandese di calcio. La stagione sarebbe dovuta iniziare il 22 aprile per terminare il 26 settembre 2020, ma l'avvio è stato successivamente rinviato al 13 giugno a causa della pandemia di COVID-19.. Il torneo è terminato in anticipo a causa dell'emergenza legata alla pandemia di COVID-19. Il KR Reykjavík era la squadra campione in carica. Il Valur ha conquistato il trofeo per la ventitreesima volta nella sua storia.

## Stagione

### Novità
Dalla Úrvalsdeild 2019 sono state retrocessi in 1. deild karla il Grindavík e l'ÍBV Vestmannæyja, classificatisi agli ultimi due posti. Dalla 1. deild karla sono stati promossi in Úrvalsdeild il Grótta e il Fjölnir, prime due classificate.

### Formula
Le 12 squadre partecipanti si affrontano in un girone all'italiana con partite di andata e ritorno, per un totale di 22 giornate. La squadra prima classificata è dichiarata campione di Islanda e ha il diritto a partecipare alla UEFA Champions League 2021-2022 partendo dal primo turno di qualificazione. Le squadre classificate al secondo e terzo posto sono ammesse alla UEFA Europa Conference League 2021-2022 partendo dal primo turno di qualificazione, assieme alla squadra vincitrice della Coppa d'Islanda. Le ultime due classificate retrocedono direttamente in 1. deild karla 2021.

### Avvenimenti
Il 30 ottobre 2020 la KSI, a causa del prolungamento dell'emergenza legata alla pandemia di COVID-19, ha decretato la conclusione definitiva del campionato in quanto sono stati disputati più di 2/3 delle gare complessive.

## Squadre partecipanti
| Club             | Città         | Stadio           | Stagione precedente        |
| ---------------- | ------------- | ---------------- | -------------------------- |
| Breiðablik       | Kópavogur     | Kópavogsvöllur   | 2º posto in Úrvalsdeild    |
| FH Hafnarfjörður | Hafnarfjörður | Kaplakriki       | 3º posto in Úrvalsdeild    |
| Fjölnir          | Reykjavík     | Fjölnisvöllur    | 2º posto in 1. deild karla |
| Fylkir           | Reykjavík     | Fylkisvöllur     | 8º posto in Úrvalsdeild    |
| Grótta           | Seltjarnarnes | Vivaldivöllurinn | 1º posto in 1. deild karla |
| HK Kópavogur     | Kópavogur     | Kórinn           | 9º posto in Úrvalsdeild    |
| ÍA Akraness      | Akranes       | Norðurálsvöllur  | 10º posto in Úrvalsdeild   |
| KA Akureyri      | Akureyri      | Akureyrarvöllur  | 5º posto in Úrvalsdeild    |
| KR Reykjavík     | Reykjavík     | KR-völlur        | Campione d'Islanda         |
| Stjarnan         | Garðabær      | Stjörnuvöllur    | 4º posto in Úrvalsdeild    |
| Valur            | Reykjavík     | Vodafonevöllurin | 6º posto in Úrvalsdeild    |
| Víkingur         | Reykjavík     | Víkingsvöllur    | 7º posto in Úrvalsdeild    |

## Classifica finale
La classifica finale, a causa della sospensione definitiva del campionato, è stata redatta secondo la media punti.
|                    | Pos. | Squadra          | MP   | Pt | G  | V  | N  | P  | GF | GS | DR  |
| ------------------ | ---- | ---------------- | ---- | -- | -- | -- | -- | -- | -- | -- | --- |
| Islanda (bandiera) | 1.   | Valur            | 2,44 | 44 | 18 | 14 | 2  | 2  | 50 | 17 | +33 |
|                    | 2.   | FH Hafnarfjörður | 2,00 | 36 | 18 | 11 | 3  | 4  | 37 | 23 | +14 |
|                    | 3.   | Stjarnan         | 1,82 | 31 | 17 | 8  | 7  | 2  | 27 | 20 | +7  |
|                    | 4.   | Breiðablik       | 1,72 | 31 | 18 | 9  | 4  | 5  | 37 | 27 | +10 |
|                    | 5.   | KR Reykjavík     | 1,65 | 28 | 17 | 8  | 4  | 5  | 30 | 21 | +9  |
|                    | 6.   | Fylkir           | 1,56 | 28 | 18 | 9  | 1  | 8  | 27 | 30 | -3  |
|                    | 7.   | KA Akureyri      | 1,17 | 21 | 18 | 3  | 12 | 3  | 20 | 21 | -1  |
|                    | 8.   | ÍA Akraness      | 1,17 | 21 | 18 | 6  | 3  | 9  | 39 | 43 | -4  |
|                    | 9.   | HK Kópavogur     | 1,11 | 20 | 18 | 5  | 5  | 8  | 29 | 36 | -7  |
|                    | 10.  | Víkingur         | 0,94 | 17 | 18 | 3  | 8  | 7  | 25 | 30 | -5  |
|                    | 11.  | Grótta           | 0,44 | 8  | 18 | 1  | 5  | 12 | 15 | 43 | -28 |
|                    | 12.  | Fjölnir          | 0,33 | 6  | 18 | 0  | 6  | 12 | 15 | 40 | -25 |

Legenda:
      Campione d'Islanda e ammessa alla UEFA Champions League 2021-2022
      Ammesse alla UEFA Europa Conference League 2021-2022
      Retrocesse in 1. deild karla 2021
Note:
Tre punti a vittoria, uno a pareggio, zero a sconfitta.
La classifica viene stilata secondo i seguenti criteri:
- Punti conquistati
- Differenza reti generale
- Reti totali realizzate
- Punti conquistati negli scontri diretti
- Differenza reti negli scontri diretti
- Reti realizzate negli scontri diretti
- Reti realizzate in trasferta negli scontri diretti
- play-off (solo per decidere la squadra campione)
- Sorteggio

## Risultati
|                  | Bre  | Haf  | Fjö  | Fyl  | Gró  | HK   | ÍA   | KA   | KR   | Stj  | Val  | Vík  |
| ---------------- | ---- | ---- | ---- | ---- | ---- | ---- | ---- | ---- | ---- | ---- | ---- | ---- |
| Breiðablik       | –––– | 3-3  | 3-1  | 4-1  | 3-0  |      | 5-3  | 1-1  | 0-2  | 2-1  | 1-2  |      |
| FH Hafnarfjörður | 3-1  | –––– | 1-0  | 1-2  | 2-1  | 4-0  | 2-1  | 0-0  |      | 1-2  | 1-4  | 1-0  |
| Fjölnir          | 1-4  | 0-3  | –––– | 1-2  | 0-3  |      | 1-3  | 1-1  |      | 1-4  | 1-3  | 1-1  |
| Fylkir           | 0-1  | 1-4  | 2-0  | –––– | 2-0  | 3-2  |      | 4-1  | 0-3  | 1-1  |      | 2-1  |
| Grótta           | 0-1  |      | 2-2  | 0-2  | –––– | 4-4  | 0-4  | 2-4  |      |      | 0-3  | 1-1  |
| HK Kópavogur     | 1-0  | 2-3  | 3-1  |      | 3-0  | –––– | 3-2  |      | 1-1  | 2-3  | 0-4  | 0-2  |
| ÍA Akraness      |      | 0-4  |      | 3-2  | 3-0  | 2-2  | –––– | 3-1  | 1-2  | 1-2  | 2-4  | 2-2  |
| KA Akureyri      | 2-2  |      | 1-1  | 2-0  | 1-0  | 1-1  | 2-2  | –––– | 0-0  | 0-0  |      | 0-0  |
| KR Reykjavík     | 3-1  | 1-2  | 2-2  | 1-2  | 1-1  | 0-3  | 4-1  |      | –––– | 1-2  | 4-5  | 2-0  |
| Stjarnan         |      | 1-1  | 1-0  | 2-1  | 1-1  | 4-1  |      | 1-1  |      | –––– | 1-5  | 1-1  |
| Valur            | 1-1  |      |      | 3-0  | 6-0  | 1-0  | 1-4  | 1-0  | 0-1  | 0-0  | –––– | 2-0  |
| Víkingur         | 2-4  | 4-1  | 1-1  |      |      | 1-1  | 6-2  | 2-2  | 0-2  |      | 1-5  | –––– |

## Statistiche

### Squadra

#### Capoliste solitarie
|    | —— | ——         | ——         | ——         | ——         | —— | —— | ——    | ——    | ——    | ——    | ——    | ——    | ——    | ——    | ——    | ——    | —— |  |
|    |    | Breiðablik | Breiðablik | Breiðablik | Breiðablik | KR |    | Valur | Valur | Valur | Valur | Valur | Valur | Valur | Valur | Valur | Valur |    |  |
|    |    |            |            |            |            |    |    |       |       |       |       |       |       |       |       |       |       |    |  |
|    |    |            |            |            |            |    |    |       |       |       |       |       |       |       |       |       |       |    |  |
| 1ª | 2ª | 3ª         | 4ª         | 5ª         | 6ª         | 7ª | 8ª | 9ª    | 10ª   | 11ª   | 12ª   | 13ª   | 14ª   | 15ª   | 16ª   | 17ª   | 18ª   |    |  |

### Individuale

#### Classifica marcatori
| Gol |  |  | Giocatore                  | Squadra          |
| --- |  |  | -------------------------- | ---------------- |
| 17  |  |  | Steven Lennon              | FH Hafnarfjörður |
| 14  |  |  | Patrick Pedersen           | Valur            |
| 13  |  |  | Thomas Mikkelsen           | Breiðablik       |
| 12  |  |  | Tryggvi Hrafn Haraldsson   | ÍA Akraness      |
| 9   |  |  | Óttar Magnús Karlsson      | Víkingur         |
| 8   |  |  | Valdimar Þór Ingimundarson | Fylkir           |
| 8   |  |  | Stefán Teitur Þórðarson    | ÍA Akraness      |
| 7   |  |  | Aron Bjarnason             | Valur            |
| 7   |  |  | Hilmar Árni Halldórsson    | Stjarnan         |
| 7   |  |  | Sigurður Egill Lárusson    | Valur            |
| 7   |  |  | Pablo Punyed               | KR Reykjavík     |